# Cladonia cyanopora
Cladonia cyanopora är en lavart som beskrevs av S. Hammer. Cladonia cyanopora ingår i släktet Cladonia och familjen Cladoniaceae.   Inga underarter finns listade i Catalogue of Life.